# Daishi Hiramatsu
Daishi Hiramatsu (født 3. juli 1983) er en tidligere japansk fodboldspiller.
Han har spillet for flere forskellige klubber i sin karriere, herunder Mito HollyHock og FC Tokyo.